# Câmpeni
Câmpeni (deutsch Topesdorf oder Topersdorf, ungarisch Topánfalva) ist eine rumänische Kleinstadt im Kreis Alba in der Region Siebenbürgen.

## Geographische Lage

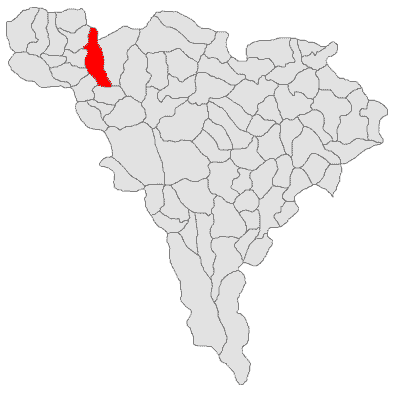
Lage der Gemeinde Câmpeni im Kreis Alba

Câmpeni liegt im Zentrum des Apuseni-Gebirges, zwischen den Teilgebirgen Găina im Westen, Muntele Mare im Norden und dem Siebenbürgischen Erzgebirge im Südosten. In der Stadt mündet der Fluss Abrud in den Arieș. Die Kreishauptstadt Alba Iulia befindet sich etwa 80 Kilometer südöstlich entfernt. Câmpeni ist Zentrum des Motzenlandes.

## Geschichte
Die erste urkundliche Erwähnung stammt aus dem Jahr 1565. Der Ort gehörte damals zum Fürstentum Siebenbürgen. Etwa 25 Jahre später gewährte der siebenbürgische Fürst Sigismund Báthory der rumänischen Adelsfamilie Filimon die Erlaubnis zum Betrieb einer Mühle am Arieș. In der Folge entwickelte sich Câmpeni zu einem Zentrum der rumänischen Volksgruppe in Siebenbürgen; im Gegensatz zu den meisten anderen Regionen des Fürstentums existierte hier eine rumänische Oberschicht. Ende des 17. Jahrhunderts gelangte Câmpeni an Österreich-Ungarn. Im 18. Jahrhundert hatte es 5.400 Einwohner und soll damit größer gewesen sein als Alba Iulia oder Târgu Mureș. Eine wesentliche Rolle spielte der Bergbau, insbesondere die Förderung von Gold. Daneben lebten viele Bewohner von der Land- und Viehwirtschaft. Soziale Spannungen und nationale Unterdrückung führten zu mehreren Unruhen. 1782 kam es zu einer lokalen Bauernrebellion. 1784/85 brach hier ein Aufstand leibeigener Bauern unter den Führern Horea, Cloșca und Crișan aus, der blutig niedergeschlagen wurde. 1848/49 war die Region um Câmpeni Schauplatz von Kampfhandlungen zwischen rumänischen Revolutionären unter Avram Iancu und habsburgischen Truppen.
Nach dem Ersten Weltkrieg wurde Câmpeni Teil Rumäniens. Wirtschaftlich dominierten zunehmend die Holzgewinnung und -verarbeitung. Einige kleinere Industriebetriebe siedelten sich an. 1961 wurde Câmpeni zur Stadt erklärt.

## Bevölkerung
1850 lebten auf dem Gebiet der heutigen Stadt 2894 Einwohner. 2800 waren Rumänen, 33 Ungarn, 25 Deutsche und 23 Roma. 1992 wurde mit 8878 die größte Bevölkerungszahl registriert. Bei der Volkszählung 2002 lebten in Câmpeni 8080 Personen, darunter 7810 Rumänen, 248 Roma und 14 Ungarn. 5238 wohnten in Câmpeni, die übrigen 2572 in den 20 eingemeindeten Ortschaften.

## Verkehr
Câmpeni liegt an der 1912 eröffneten Schmalspurbahn von Turda nach Abrud. Diese ist seit Ende der 1990er Jahre für den regulären Verkehr geschlossen; auf dem Abschnitt zwischen Abrud und Câmpeni fahren sporadisch einige Züge zu touristischen Zwecken. Es bestehen Busverbindungen nach Turda. Durch Câmpeni führt die Nationalstraße DN75 von Turda nach Ștei.

## Sehenswürdigkeiten
- Avram Iancus Reiterdenkmal, 1940 im Zentrum der Stadt errichtet, steht unter Denkmalschutz.[9]
- Das Avram Iancu Museum[10][11]
- Römisch-katholische Kirche St. Maria, 1832 errichtet

## Persönlichkeiten
- Valerian Trifa (1914–1987),[12] rumänisch-orthodoxer Priester und faschistischer Politiker